# 1070 هـ
1070 هـ هي سنة في التقويم الهجري امتدت مقابلةً في التقويم الميلادي بين سنتي 1659 و1660.

## وفيات
- آمنة المجلسي
- إبراهيم الشيرازي
- محمد تقي المجلسي
- أبو حسون السملالي، أمير بلاد السوس.